# セイラム (オレゴン州)
セイラム（英: Salem）は、アメリカ合衆国オレゴン州の州都で、同州マリオン郡の郡庁所在地である。ウィラメット渓谷の中心に位置し、市の中心をウィラメット川が流れる。ウィラメット川はマリオン郡とポーク郡の郡境界線を形成しており、セイラム市のウェストセイラム地区がポーク郡に属している。セイラムは1842年に設立し、1851年にオレゴン準州の準州都となった後、1857年に市として法人化された。
人口は17万5535人（2020年）で、州内ではポートランドに次ぐ人口規模の都市である。セイラムは、マリオン郡とポーク郡に跨がるセイラム都市圏の中心であり、都市圏人口は約40万人である。
市内にはウィラメット大学とコーバン・カレッジのほか、チェメケタ・コミュニティ・カレッジがメインキャンパスを構える。また、セイラム＝カイザー公立学区の主要都市である。その他、チェマワ・インディアン・スクール、オレゴン盲学校、オレゴン聾学校などが存在する。市内最大の雇用者はオレゴン州であり、最大の民間雇用者はセイラム病院である。輸送機関としてはセイラム＝カイザー・トランジットの公共交通、アムトラックの鉄道、およびマクナリー・フィールドでの非営利の航空交通がある。主要道路に州間高速道路5号線、オレゴン州道99号東線、オレゴン州道22号線がある。オレゴン州道22号線は、マリオン・ストリート橋とセンター・ストリート橋がウィラメット川を横断し、ウェストセイラムを結んでいる。

## 歴史

### 地名の語源

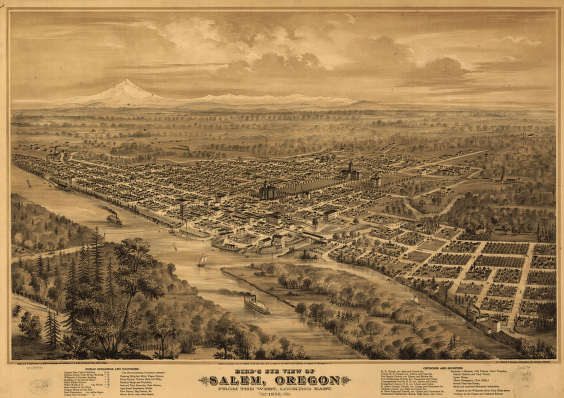
1876年のセイラム

セイラムの先住民であったカラプヤ族は、この地をチェメケタ（Chemeketa）と呼んだ。チェメケタは中央カラプヤ語サンティアム方言で"meeting or resting place"を意味する。カラプヤ語による元々の発音はチムィキティ（Chim-i-ki-ti）である。メソジスト宣教師団がチェメケタの平原地帯に移住すると、この新しい集落はチェメケタと呼ばれた。しかしミル・クリーク沿いにあったため、広くはミル（Mill）の名で知られた。オレゴン・インスティテュートと呼ばれる学校が設立すると、この共同体は「インスティテュート」の名で知られるようになった。
インスティテュートの解体後、理事会はその跡地をニュータウン建設用地にする計画を立てた。そのニュータウンを「セイラム」（Salem）と命名した人物が誰なのかは不明である。しかし、マサチューセッツ州セイラム出身のデイヴィッド・レスリー、または1850-1851年に市主要部の区画案を提出したウィリアム・H・ウィルソンが命名したとする説が有力である。セイラムの名称が決定した後も多くの名称が提案された。アサヘル・ブッシュ（Oregon Statesmanの編集者）など一部の人々は、名称をチェメケタに戻すべきであるとした。
セイラム（Salem）は、「平和」を意味するセム語（アラビア語のsalam、ヘブライ語のshalom）から派生した名称である。市役所と市立図書館を収めるヴァーン・ミラー・シビック・センターには、市名を称えた「ピース・プラザ」と呼ばれる公共空間がある。セイラムは、創世記14:18で用いられたイェルサレムの旧称としても考えられている。

### 先住民
ウィラメット渓谷には10,000年前から人間が住んでいることが推算されている。カラプラ族は冬になると現在のダウンタウンの東部及び南部の台地に集まり野営していた。彼らは近辺の川や田畑で、釣魚や収穫を行っていた。ユリ科Camassia属の植物（ヒナユリ）の根は生活の要の一つで、カラプヤ族は定期的に牧草地に火をつけ、ヒナユリを生育する牧草地を肥沃にしていた。

### ヨーロッパ人
この地には、1812年と早い時期に最初のヨーロッパ人が到着している。彼らはアストリアの毛皮貿易会社に勤め、動物を罠で捕まえたり食料を収集したりするためにこの地を訪れた者たちであった。
最初に定住したのは、ジェイソン・リーの率いるメソジスト宣教師団（1840年）で、彼らはセイラム北方に位置するウィートランドと呼ばれる土地に共同体を設立した。さらに1842年には、後にセイラムとなる地に、オレゴン・インスティテュート（ウィラメット大学の前進）を創建した。1844年に宣教師団が解体すると、跡地はニュータウン建設用地となった。
1851年、オレゴン準州政府がオレゴンシティからセイラムに移転し、セイラムは準州都となった。準州都は1855年に一時コーバリスに移るが、同年内にはセイラムに戻った。1857年、セイラムは市として法人化した。1859年にオレゴンが州になると、併せてセイラムも州都となった。

### 州会議事堂

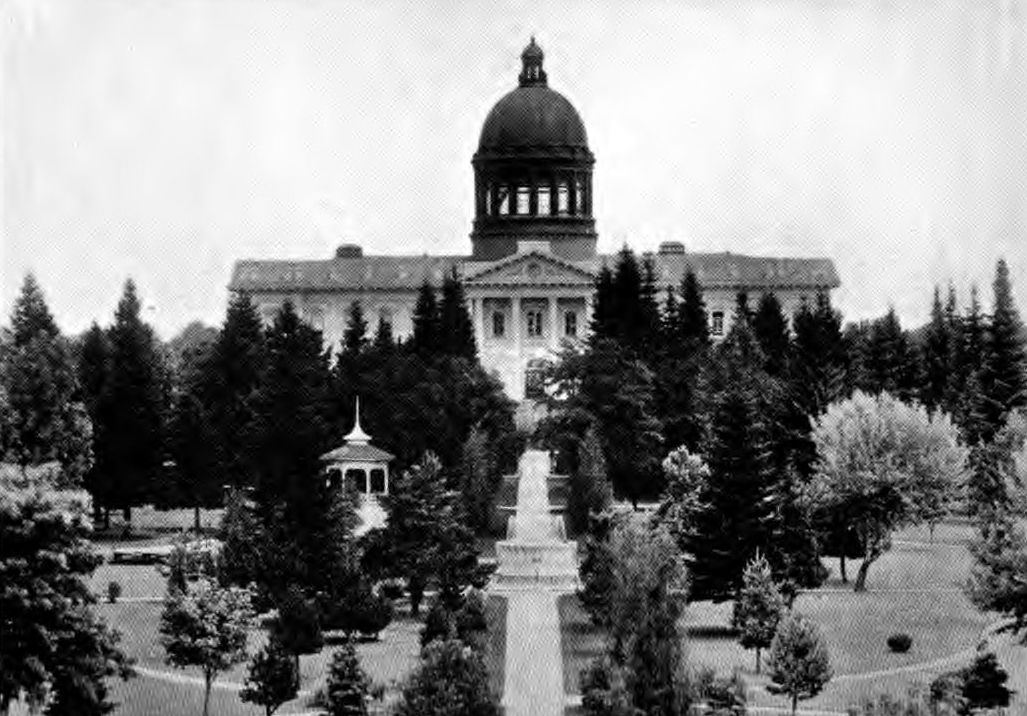
第2代オレゴン州会議事堂（1922年）

現在の州会議事堂は、セイラムに存在した州会議事堂としては3代目にあたる。初代の州会議事堂は2階建ての家だったが、使用開始から2ヶ月後にあたる1855年12月に焼失した。1876年、初代議事堂の跡地に2代目の州会議事堂が竣工した。ギリシャ復興様式による建築物は、部分的にアメリカ合衆国議会議事堂を意識した造形であった。1893年には特徴的な銅製のドームが設置された。1935年4月25日、2代目のオレゴン州会議事堂が火災により焼失した。現在も機能している3代目のオレゴン州会議事堂は、1938年に同地に竣工した。ドームの上部には、「オレゴン・パイオニア」の正式名称を持つ、特徴的な金箔塗りの開拓者の像がある。

### 州博覧会とチェリー・フェルティバル

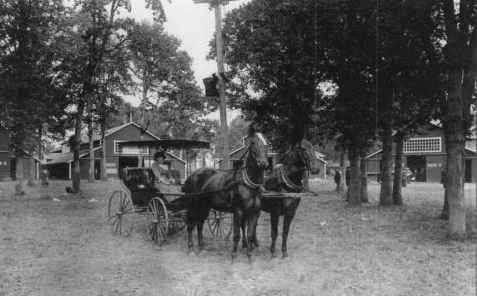
1867年度オレゴン州博覧会

農業は古くよりセイラムの重要な産業であり、歴史的に様々な形で褒め称えられてきた。1861年、オレゴン州農業組合はオレゴン州博覧会の恒久的開催地としてセイラムを選んだ。セイラムの愛称は「チェリー・シティ」であるが、これはかつてチェリー栽培が市の産業で重要な位置を占めてきたことに由来する。1903年にはセイラムで第1回チェリー・フェスティバルが開催された。チェリー・フェスティバルはパレードの行進とチェリー・クイーンを目玉として毎年開催されたが、第一次世界大戦が終わると間もなくして終焉を迎えた。この行事は1940代後半にセイラム・チェリーランド・フェスティバルとして復活し数回開催された。

## 地理
ウィラメット渓谷の中北部に位置しマリオン郡とポーク郡の両郡に跨る。北極と赤道の中間にあたる北緯45度線が市内を貫いている。
アメリカ合衆国国勢調査局によれば、市の総面積は46.4 sq mi (120 km2)で、その内45.7 sq mi (118 km2)が陸地で、1.35%にあたる0.6 sq mi (1.6 km2)が水面である。
セイラムには有名なウィラメット川も流れているが、飲料水の主要水源として機能しているのはノース・サンティアム川である。他ではミル・クリーク、ミル・レース、プリングル・クリーク、シェルトン・ディッチが市内の重要な水路として存在している。市の東部にある小さな水路にクラーク・クリーク、ジョリー・クリーク、バトル・クリーク、クロイサン・クリーク、クラジェット・クリークがある他、ウェストセイラム地区を流れる水路にグレン・クリークとブラッシュ・クリークがある。
市域の標高における最低点は 37 m (120 ft) で、最高点は 240 m (800 ft) である。市南部にはセイラム・ヒルズと呼ばれる火山があり、西方の 300 m (1,000 ft) のエオラ・ヒルズと、東方の 180 m (600 ft) のウォルド・ヒルズの両山の間に位置している。セイラムの北部および東部はそれほど丘陵性ではないが、南部および西部には峡谷もあり、市内でも最も標高の高い地域である。市内全域でフッド山やジェファーソン山を始めとするオレゴン海岸山脈、カスケード山脈の山々を眺望することができ、さらに晴れた日にはセント・ヘレンズ山を見ることもできる。

## 気候
ウィラメット渓谷の全域に共通することであるが、セイラムの気候は、地中海性気候に一部特徴が共通する西岸海洋性気候である。晩秋から冬季にかけて特に降雨量が多く、一年を通じて降水がある。例外として、6月下旬から9月初頭にかけて短い乾季がある。冬には軽い降雪があるが、激しい降雪は稀である。長期に渡る雨季には濃霧や曇天、また雲底が低くなることが日常茶飯事である。
セイラムの年間平均気温は 11℃(52°F) である。年間降水量は1,000 mm (40 in)である。セイラムはポートランドの南に位置するが、セイラムの年間平均気温はポートランドのそれより低く（ポートランドの年間平均気温は13.6℃(56.5°F)である）、これは最低気温がセイラムの方が低いことに起因する。
| セイラム (McNary Field, 1981–2010 平年値)の気候         | セイラム (McNary Field, 1981–2010 平年値)の気候 | セイラム (McNary Field, 1981–2010 平年値)の気候 | セイラム (McNary Field, 1981–2010 平年値)の気候 | セイラム (McNary Field, 1981–2010 平年値)の気候 | セイラム (McNary Field, 1981–2010 平年値)の気候 | セイラム (McNary Field, 1981–2010 平年値)の気候 | セイラム (McNary Field, 1981–2010 平年値)の気候 | セイラム (McNary Field, 1981–2010 平年値)の気候 | セイラム (McNary Field, 1981–2010 平年値)の気候 | セイラム (McNary Field, 1981–2010 平年値)の気候 | セイラム (McNary Field, 1981–2010 平年値)の気候 | セイラム (McNary Field, 1981–2010 平年値)の気候 | セイラム (McNary Field, 1981–2010 平年値)の気候 |
| 月                                                      | 1月                                             | 2月                                             | 3月                                             | 4月                                             | 5月                                             | 6月                                             | 7月                                             | 8月                                             | 9月                                             | 10月                                            | 11月                                            | 12月                                            | 年                                              |
| ------------------------------------------------------- | ----------------------------------------------- | ----------------------------------------------- | ----------------------------------------------- | ----------------------------------------------- | ----------------------------------------------- | ----------------------------------------------- | ----------------------------------------------- | ----------------------------------------------- | ----------------------------------------------- | ----------------------------------------------- | ----------------------------------------------- | ----------------------------------------------- | ----------------------------------------------- |
| 最高気温記録 °C （°F）                                  | 20 (68)                                         | 22 (72)                                         | 27 (80)                                         | 34 (93)                                         | 38 (100)                                        | 41 (105)                                        | 42 (108)                                        | 42 (108)                                        | 40 (104)                                        | 34 (93)                                         | 23 (74)                                         | 22 (72)                                         | 42 (108)                                        |
| 平均最高気温 °C （°F）                                  | 8.7 (47.7)                                      | 10.9 (51.6)                                     | 13.6 (56.5)                                     | 16.2 (61.1)                                     | 19.9 (67.8)                                     | 23.3 (73.9)                                     | 27.8 (82.0)                                     | 28 (82.4)                                       | 24.9 (76.8)                                     | 17.8 (64.1)                                     | 11.4 (52.6)                                     | 7.9 (46.2)                                      | 17.6 (63.6)                                     |
| 日平均気温 °C （°F）                                    | 5.1 (41.2)                                      | 6.2 (43.1)                                      | 8.3 (46.9)                                      | 10.2 (50.4)                                     | 13.4 (56.2)                                     | 16.4 (61.6)                                     | 19.8 (67.6)                                     | 19.8 (67.6)                                     | 17 (62.6)                                       | 11.8 (53.2)                                     | 7.5 (45.5)                                      | 4.5 (40.1)                                      | 11.7 (53.0)                                     |
| 平均最低気温 °C （°F）                                  | 1.5 (34.7)                                      | 1.4 (34.6)                                      | 2.9 (37.2)                                      | 4.2 (39.6)                                      | 5.4 (41.7)                                      | 9.6 (49.3)                                      | 11.7 (53.1)                                     | 11.6 (52.8)                                     | 9.1 (48.4)                                      | 5.7 (42.3)                                      | 3.6 (38.4)                                      | 1.1 (34.0)                                      | 5.8 (42.4)                                      |
| 最低気温記録 °C （°F）                                  | −23 (−10)                                       | −20 (−4)                                        | −11 (12)                                        | −5 (23)                                         | −4 (25)                                         | 0 (32)                                          | 2 (35)                                          | −1 (30)                                         | −3 (26)                                         | −7 (19)                                         | −13 (9)                                         | −24 (−12)                                       | −24 (−12)                                       |
| 降水量 mm （inch）                                      | 151.4 (5.96)                                    | 115.8 (4.56)                                    | 101.3 (3.99)                                    | 71.4 (2.81)                                     | 56.4 (2.22)                                     | 39.1 (1.54)                                     | 11.7 (0.46)                                     | 11.2 (0.44)                                     | 32.5 (1.28)                                     | 77 (3.03)                                       | 165.1 (6.50)                                    | 174.2 (6.86)                                    | 1,006.9 (39.64)                                 |
| 降雪量 cm （inch）                                      | 1.5 (0.6)                                       | 4.3 (1.7)                                       | 0 (0)                                           | 0 (0)                                           | 0 (0)                                           | 0 (0)                                           | 0 (0)                                           | 0 (0)                                           | 0 (0)                                           | 0 (0)                                           | 0.3 (0.1)                                       | 2.8 (1.1)                                       | 8.9 (3.5)                                       |
| 平均降水日数 （≥0.01 in）                               | 17.7                                            | 15.0                                            | 17.0                                            | 14.4                                            | 11.9                                            | 8.4                                             | 2.9                                             | 3.1                                             | 6.1                                             | 11.5                                            | 18.1                                            | 18.2                                            | 144.3                                           |
| 平均降雪日数 （≥0.1 in）                                | 0.4                                             | 0.7                                             | 0                                               | 0                                               | 0                                               | 0                                               | 0                                               | 0                                               | 0                                               | 0                                               | 0.1                                             | 0.7                                             | 1.9                                             |
| 出典：NOAA (extremes 1893–present), The Weather Channel |                                                 |                                                 |                                                 |                                                 |                                                 |                                                 |                                                 |                                                 |                                                 |                                                 |                                                 |                                                 |                                                 |

## 人口動態
以下は2000年国勢調査による人口統計データである。
| - 人口: 136,924人 - 世帯数: 50,676世帯 - 家族数: 32,331家族 - 人口密度: 1,156.1人/km²（2,994.0人/mi²） - 住居数: 53,817軒 - 住居密度: 454.4軒/km²（1,176.8軒/mi²） 人種別人口構成 - 白人: 83.07% - アフリカン・アメリカン: 1.28% - ネイティブ・アメリカン: 1.51% - アジア人: 2.41% - 太平洋諸島系: 0.47% - その他の人種: 7.90% - 混血: 3.36% - ヒスパニック・ラテン系: 14.59% 年齢別人口構成 - 18歳未満: 25.4% - 18-24歳: 11.4% - 25-44歳: 30.1% - 45-64歳: 20.6% - 65歳以上: 12.4% - 年齢の中央値: 34歳 - 性比（女性100人あたり男性の人口） - 総人口: 100.9 - 18歳以上: 99.5 | 世帯と家族（対世帯数） - 18歳未満の子供がいる: 32.4% - 結婚・同居している夫婦: 47.7% - 未婚・離婚・死別女性が世帯主: 11.6% - 非家族世帯: 36.2% - 単身世帯: 28.3% - 65歳以上の老人1人暮らし: 10.5% - 平均構成人数 - 世帯: 2.53人 - 家族: 3.10人 収入と家計 - 収入の中央値 - 世帯: 38,881米ドル - 家族: 46,409米ドル - 性別 - 男性: 34,746米ドル - 女性: 26,789米ドル - 人口1人あたり収入: 19,141米ドル - 貧困線以下 - 対人口: 15.0% - 対家族数: 10.5% - 18歳未満: 20.2% - 65歳以上: 7.1% |

## 行政
セイラムは市長-議会制の議会形態を採用している。市議会は小選挙区から選出される8人の市議会委員から構成される。市長は直接選挙により選出される。

## 経済

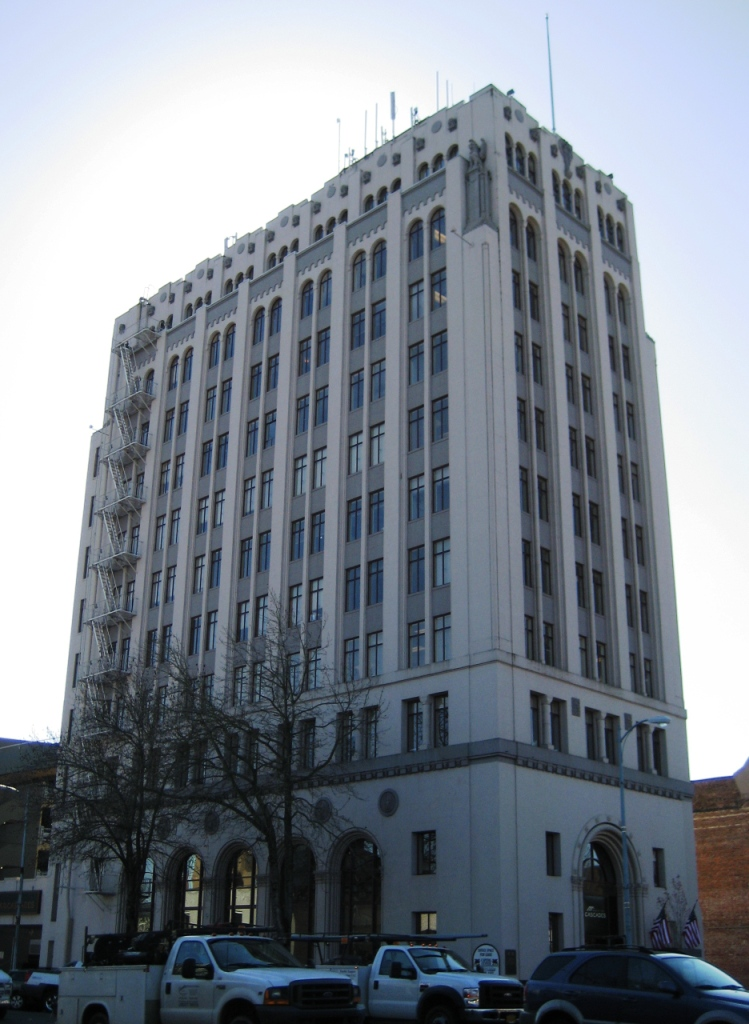
ダウンタウンのキャピトル・センター

州政府はセイラム市最大の雇用主であるが、セイラム市は地域の農業社会のハブとしての役割も担っており、また主要な農業食料加工センターでもある。セイラムは州間高速道路5号線沿いに位置しており、州内最大の都市であるポートランドから車で1時間以内の範囲にある。
経済的基盤の多様化を目指したセイラムには、1990年代に多くのコンピューター関連の製造工場が集まった。2003年11月、SUMCOはシリコンウェハー工場を2004年末に閉鎖すると発表した。
セイラム市内で最大雇用人数を有する私立組織はセイラム病院で、その従業員数は2,700人を超える。その他、グランド・ロンド部族連合のスピリット・マウンテン・カジノ（セイラムの西方に所在する）、Tモバイル・コーリング・センター、GEセキュリティ（旧スプラ・プロダクツ）、ワコビア証券、NORPACフーズ、Roth's Family Markets、ウィラメット大学も多くの雇用人数を構える。
セイラムには、オレゴン州矯正省（Oregon Department of Corrections）の本部があり、4つの州立矯正施設が所在する。その中には、オレゴン州で唯一の凶悪犯罪者用の刑務所であるオレゴン州立刑務所（Oregon State Penitentiary）がある。
市の中核地区であるダウンタウンでは、住宅供給を推進する数々の計画が進んでいる。この一連の計画で、高所得者層向けに高層および低層の集合住宅やオフィスビルが建設される見込みである。

## 文化

### 地区
セイラムは、市から行政支援を受けている19の独立した地区（ネイバーフッド）に分かれている。
| - セントラルエリア地区 - クロワサン＝イラヒ地区 - イーストランカスター地区 - フェイ・ライト地区 - グラント地区 - ハイランド地区 - ランシング地区 - モーニングサイド地区 - ノースイースト地区 - ノースイーストセイラム地区 - ノースゲート地区 - ノースランカスター地区 - サウスセントラル地区 - サウスイーストミルクリーク地区 - サウスイーストセイラム地区 - サウスゲートウェイ地区 - サウスゲートウェイ地区協会はこの地区の境界線を次のように定めている。リバティー・ロードSEとキューブラー・ブルバードSEの交差点を起点として、リバティー・ロードの中心線に沿って南下してセイラム市境界線まで、そこから東方面に市境界線に沿って州間高速道路5号線まで、さらにそこから州間高速道路5号線の中心線に沿って北上してキューブラー・ブルバードとの交差点まで、さらにそこからキューブラー・ブルバードの中心線に沿って西に向かい起点までを地区境界線とする。 - サウスセイラム地区 - サニースロープ地区 - ウェストセイラム地区 |

### 文化行事

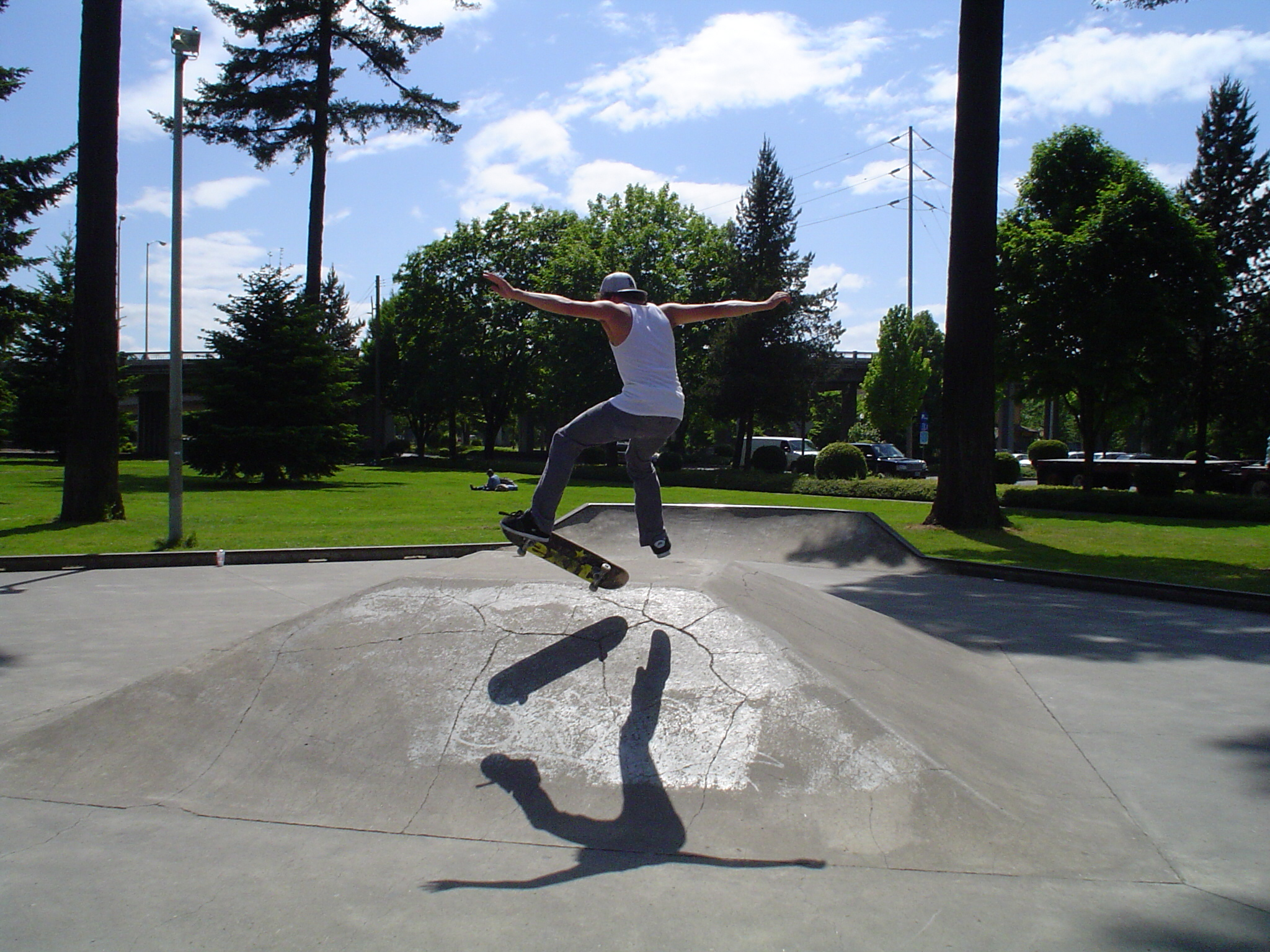
セイラムのマリオン・スクエア・パークでは、スケートボードをする人が見られる。

5月から10月にかけて、セイラム・サタデー・マーケットと呼ばれる市場が州会議事堂の北で開かれ、工芸品や焼き菓子、農作物、肉製品などが陳列される。また夏季にはウェンズデー・ファーマーズ・マーケットが、ダウンタウンのコートハウス・スクエアで開催される。12月のみであるが、ホリデイ・ギフト・マーケットという市場もある。他には60年以上の歴史を有するサタデー・パブリック・マーケットがあり、一年を通して、屋内で開催される 。
毎年6月になるとワールド・ビート・フェスティバルと呼ばれる祭典が催される。主催は非営利組織、セイラム・マルチカルチュラル・インスティテュートである。祭典は2日間に及び、リバーフロント・パークが開催地として利用される。主役となるのは各大陸から呼び寄せられた工芸品、音楽、舞踏、食物、民俗音楽であるほか、近年にはドラゴンボートによるボートレースも行われた。この祭典で開催されたボートレースは、近郊都市ポートランドのローズ・フェスティバルで行われるボートレースと同様のものである。
セイラム美術協会の主催により、毎年夏季になるとセイラム・アート・フェア・アンド・フェスティバルと呼ばれる祭典が催される。開催地となるのはブッシュズ・パスチャー・パークである。多くの展示品が陳列されるほか、見学者体験型の展示物、食品やパフォーマンスなどを目玉として、毎年数千人の観光客を呼び寄せている。
バイト・オブ・セイラムは7月にリバーフロント・パークで開催される行事であるが、これはポートランドで開催されるバイト・オブ・オレゴンを始めとする類似イベントと同様のものである。この行事の内容は、週末に現地のレストランがお祭り気分の中、常連客にメニューのサンプルを提供するというものである。こうすることで地域の慈善事業に貢献できるという仕組みである。夏には「シェフズ・ナイト・アウト」と称してマリオン＝ポーク・フード・シェアにワインや食料を寄付しようという行事も開催される。他にはオレゴン・ワイン・アンド・フード・フェスティバルという行事もあり、1月になると州立の催事場で開催される。
セイラム最大の行事となるのが、8月下旬から労働者の日（レイバー・デイ）にかけて開催されるオレゴン州博覧会である。市北部のオレゴン州立催事場（Oregon State Fairgrounds）を開催地として、展示会やコンテスト、遊園地式乗り物などが用意される。他にはコンサート、馬術ショー、ロデオなどが催されるが、これらに関しては一年を通してオレゴン州博覧会やエクスポ・センターで開催される。
ミッドバレー映像祭は、市内の至る所の映画館において、現地から国内、国外に至るまでの自主映画を上映する祭典である。
セイラム映画祭は、州内初上映となる映画を目玉とする祭典である。
セイラム・レパートリー劇場は、リード・オペラ・ハウスで演劇の公演を行っている。ウェストセイラム地区にあるペンタクル劇場では、演劇やミュージカルの公演が行われる。エルシノア劇場は歴史的建造物として名所となっており、リサイタルやコンサート、映画上映、演劇公演などの会場として使用されている。エルノシア劇場にあるパイプオルガンは、稼動中のものとしてはアメリカ合衆国西海岸で最大のパイプオルガンである。グランド劇場は現在改築工事中であるが、これまでセイラム・プログレッシブ・フィルム・シリーズなどの映画を上映してきた劇場である。

### 博物館などの観光名所

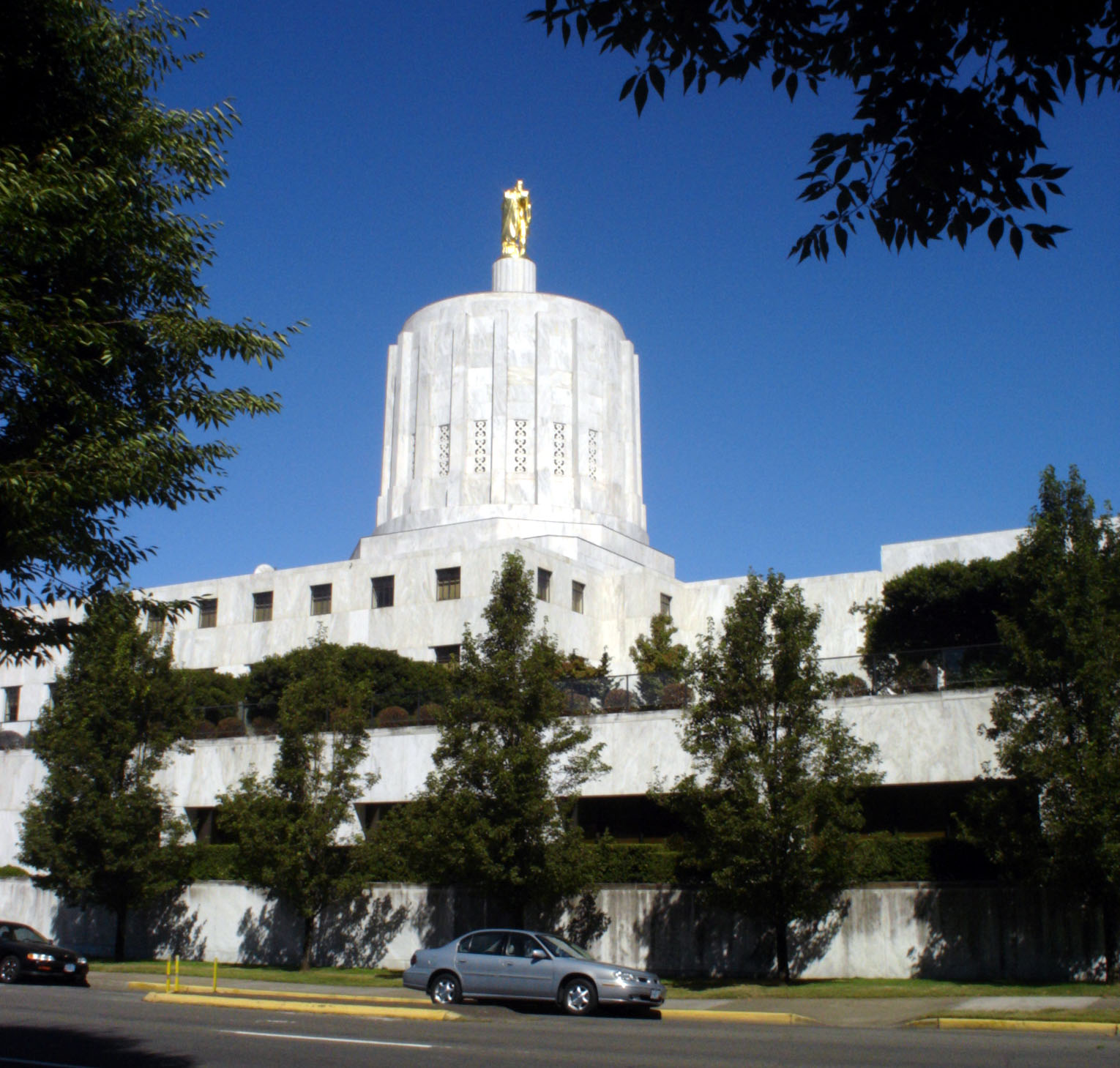
オレゴン州会議事堂

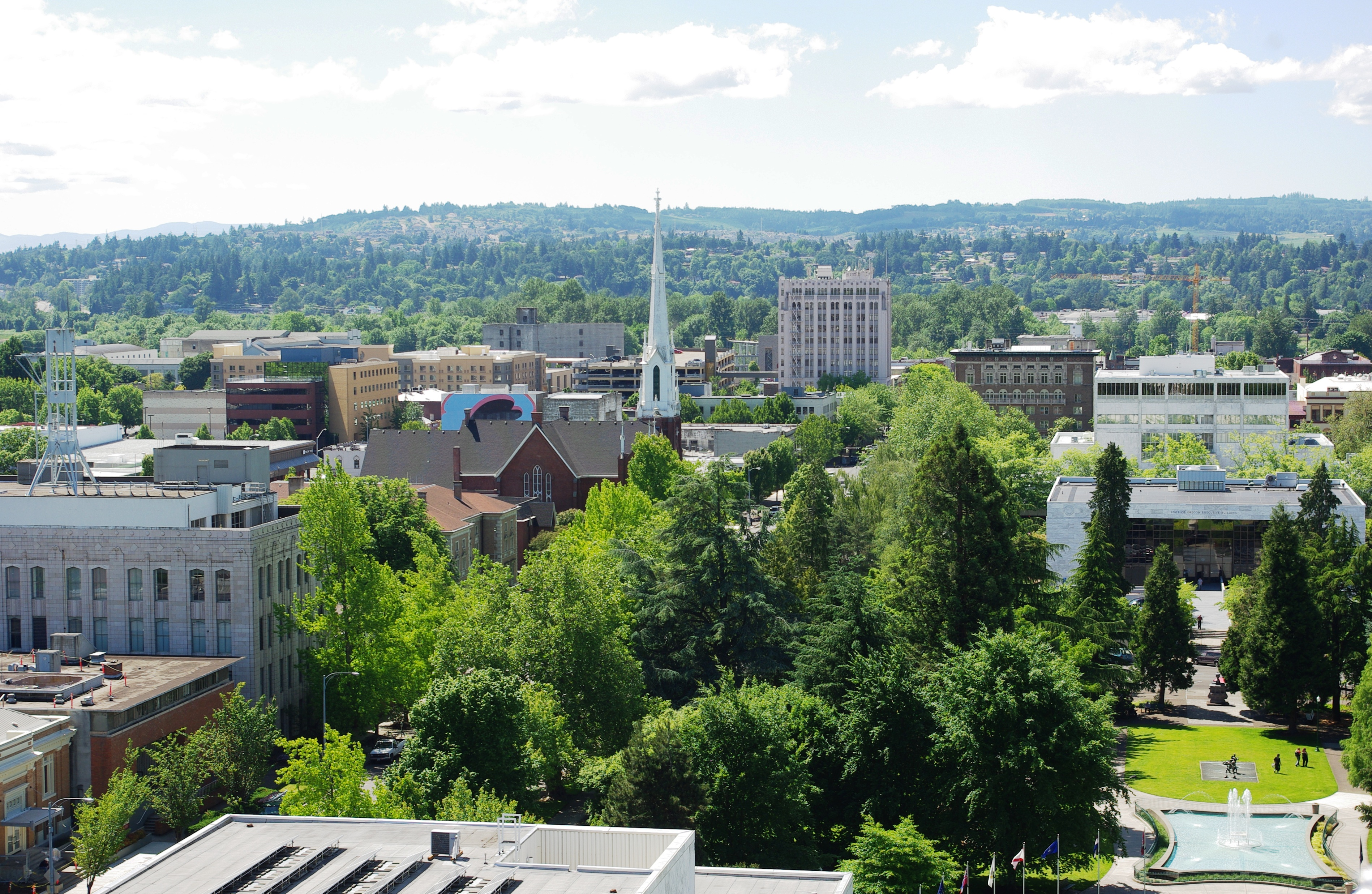
セイラムのダウンタウン

セイラムのダウンタウンには、観光名所が多く存在する。オレゴン州会議事堂やそれに隣接するウィルソン公園のほか、ミッション・ミル博物館、ハリー・フォード美術館、エルノシア劇場、リバーフロント公園、ウィラメット川、さらにオレゴン州有数の歴史的建造物が数点ある。「A・C・ギルバートのディスカバリー・ビレッジ」と呼ばれる体験型子供博物館や、プルウィット＝アレン考古学博物館もセイラム市内にある。
セイラムで最も高い建築物として、2つの建築物が有力視されている。セイラム・ファースト・ユナイテッド・メソジスト教会と、キャピトル・センターである。地元紙が委託したある民間調査は、セイラムで最も高い建築物をセイラム・ファースト・ユナイテッド・メソジスト教会であるとしている。この1878年竣工の教会の上部には白い尖塔が高く聳えている。所在地はチャーチ・ストリートとステート・ストリートの交差点で、すぐ近くにオレゴン州会議事堂がある。キャピトル・センターは1927年にトーマス・A・リブスレー市長により創建された。リブスレーはセイラム地域の有力な財界人であり、市民団体の指導的存在であった。キャピトル・センターは元々ファースト・ナショナル・バンク・ビルディングという名称だったが、後にリブスレー・ビルディングに改称している。竣工当初、キャピトル・センターは州内では最も高い商業建築物であった。
1988年、リブスレーの自宅がオレゴン州政府に寄贈された。今日、この旧リブスレー邸は州知事とその家族の公邸として使用されている。ちなみに現在ではマホニア・ホールという名称が付いており、1990年に国家歴史登録財に追加されている。
オレゴン交響楽団はポートランドを本拠地とするオーケストラであるが、毎年10回程度に渡ってクラシック音楽やポップスの演奏会をセイラムで行っている。セイラム室内管弦楽団はプロとして活動する音楽家と学生が組織する演奏団体である。セイラム・アーモリー・オーディトリアムでは、これまでにコーンやフィッシュといったロックバンドのツアーコンサートが行われている。
セイラムは州都である。それ故、市内には州の政府機関、省庁、委員会が数多く存在する。これらの機関が収められている建築物のデザインは、20世紀初期から現代の最先端諸派に至るまで多種多様である。
歴史的価値の高い建築物の一つに、セイラムのダウンタウンにあるリード・オペラ・ハウスがある。リード・オペラ・ハウスには店やレストランが数多く収められているほか、アートギャラリーも存在する。
セイラムは"Tree City USA"賞を全米植樹祭財団（National Arbor Day Foundation）から受賞している。受賞理由は、セイラムが30年間にわたって都市林に貢献したことであった。セイラムは、この賞を受賞した都市の中では州内初の都市となった。セイラムは市のテーマを"Cherry City"としていることもあり、セイラム市内の多くの街路沿い、そして州会議事堂の真向かいにあるキャピトル・モールには桜の木が植樹されている。
セイラム公共図書館には本館と別館があるが、本館はダウンタウンのすぐ南に所在する。他方、別館はウェストセイラム地区（ポーク郡）に所在する。セイラム公共図書館は、チェメケタ共同地域図書館サービスの加盟図書館である。そのため、セイラム公共図書館のカードは同連盟に加盟しているヤムヒル郡、ポーク郡、マリオン郡、リン郡（一部）の図書館でも利用可能となっている。
映画『カッコーの巣の上で』の撮影が行われた舞台は、オレゴン州立病院である。
セイラムやその近郊には多くのワイナリーや葡萄園があり、一般に公開されている。オレゴン州最古のワイナリーであるハニーウッド・ワイナリーもこの地域に存在する。

## メディア
セイラムで発刊されている日刊紙はステイツマン・ジャーナル（Statesman Journal）である。その他、月刊誌のセイラム・マンスリー（Salem Monthly）や、インターネット上の新聞であるセイラム・ニュース（Salem-News）がある。週刊農業新聞にキャピタル・プレス（Capital Press）というものがあり、セイラム市内で刊行された後、西海岸全域に流通される。
セイラムにはUHFのテレビ局が2つある。KWVT (Channel 17)と、KPXG (Channel 22)である。また、CW系列のKRCW (Channel 32)はセイラム市をシティ・オブ・ライセンスとして稼動している（シティ・オブ・ライセンスとは、テレビ局がライセンスによって国家の放送送信機を使用して放送を流す時に、その対象となる都市または共同体のことである）。KRCWの場合、セイラムの48 km (30 mi)北東のモラーラ市近郊にあるアナログの送信機を使用している。この放送局は「ポートランドのCW」として知られているが、これはKRCWはウィラメット渓谷全域を目標としてビーバートンまで放送を飛ばしていることに由来している。このため、ポートランドにあるデジタルの送信機も利用している。
セイラムには全部で5つのラジオ局がある。営利のAM局が4局と、非営利のFM局が1局である。KBZYはセイラムの中でも最も長い歴史を持つラジオ局で、1490 AMにて放送を行っている。1957年の放送開始時より1960年代、1970年代にかけてはTop 40を中心に扱う人気ラジオ局であった。今日のKBZYはオールディーズ音楽を中心にラジオ放送を行っており、ライブ放送や現地の人々の起用を続けている。KBZYは現在、ABCラジオネットワークの系列局である。KYKN 1430は番組販売経由により、保守的なトーク番組を放送する。KWOD 1390はスペイン語によるスポーツトーク番組を放送するラジオ局である。KPJC 1220はキリスト教に関するトーク番組を放送する。KWBX 90.3 FMは非営利のラジオ局である。バプテスト派系の大学、コーバン・カレッジに対してライセンスが与えられており、コンテンポラリー・クリスチャン・ミュージックの放送が中心あることが特徴である。
セイラムはアービトロン社によるポートランドのラジオ局調査地域の一部を構成し、ポートランドのラジオ局はセイラムでほぼ例外なく受信することが可能である。ニュース／トークを中心としたラジオ局としてはKEX、KXLが有力であり、プログレッシブトークではKPOJが有力である。セイラムより南の、コーバリスやオールバニにあるラジオ局の放送もセイラムで容易に受信することができる。

## スポーツ
野球の分野では、マイナーリーグのセイラムカイザー・ヴォルケーノズが本拠地をセイラムの北方に隣接するカイザーに置いている。バスケットボールの分野では、インターナショナル・バスケットボール・リーグのセイラム・スタンピードがセイラム・アーモリーを拠点としている。また、ユージーンに本部を置くナショナル・ナインマン・フットボール・リーグの所属チームの内、カッパーヘッズ、チャージャーズ、パイオニアーズの3チームがセイラムを拠点としている。この中でもパイオニアーズはこれまでに3度に渡ってリーグ制覇を果たしている。サッカーの分野では、マイナーリーグのカスケード・サージがセイラムに拠点を置いている。カスケード・サージはユナイテッドサッカーリーグ傘下のプレミアデベロップメントリーグの所属チームである。カスケード・サージはマカロック・スタジアムと呼ばれるウィラメット大学キャンパス内の施設を本拠地としている。

## 公園とレクリエーション

### 都市公園
セイラム市の一機関である社会奉仕局には、公園運営部という下位組織があり、合計47.52 kmに及ぶ遊歩道と46の公園、55の未開発地域を含む総計758ヘクタールの土地の管理に携わっている 。
ミント＝ブラウン・アイランド・パークは363.8ヘクタールの面積を持つ、セイラムでも最大の公園である。
ブッシュズ・パスチャー・パークは、セイラムのダウンタウンから数街区ぶん南に下った所にある都市公園である。オレゴン・ホワイト・オークの林と、歴史的価値の高いブッシュ邸、バラ園に加えて、隣接するディープウッド・エステーツが有名な公園である。
その他の都市公園として、41ヘクタールの広さを持つカスケード・ゲートウェイ・パークや、9.3ヘクタールの広さを持つリバーフロント・パークがある。リバーフロント・パークはダウンタウンとウィラメット川に隣接しており、公園内には「セイラムの回転木馬」がある。
ウィラメット川を越えてウェストセイラム地区にあるのが、46ヘクタールの広さを持つウォレス・マリン・パークである。ウォレス・マリン・パークには、ボート着水用の傾斜やボートドックがあり、ウォータースポーツを行う人がウィラメット川に行きやすくなるような配慮がなされている。国家歴史登録財のユニオンストリート鉄道橋は、現在は自転車や歩行者が用いる橋として復活しており、ウェストセイラム地区のウォレス・マリン・パークとダウンタウン地区のリバーフロント・パークを結んでいる。
セイラムには世界でも有数となる小さな公園が存在する。ウォルド公園であるが、一本のセコイアの木のみから構成される極小の公園である。ちなみに世界一小さな公園であるミル・エンズ公園はオレゴン州のポートランドにある。
州会議事堂の周辺一帯はオレゴン州の公園・レクリエーション局が管理している。その敷地は3つの街区から構成し、ウィルソン・パーク、キャピトル・パークが内在している。

### レクリエーション
セイラムの周辺には大規模な公園が散在している。市の北方にはウィラメット・ミッション州立公園（680ヘクタール）があり、東方にはシルバー・フォールズ州立公園がある。どちらの公園にも、ハイキングコースや自転車道、乗馬道が整備されている。
セイラムの中心地からオレゴン州各地へのアクセスは容易である。気候や地理は場所によって様々であり、セイラムを出発地として多彩なレクリエーションを体験することが可能である。セイラムから西に進むとオレゴン海岸山脈や太平洋が広がる。東に進むとサンティアム・キャニオン地域、ウェスタン・カスケーズ、ハイ・カスケーズが広がる。北にはオレゴン州ポートランド市を中心とした都市圏が広がり、南にはオレゴン州ユージーン市を中心とした都市圏が広がる。

## 教育

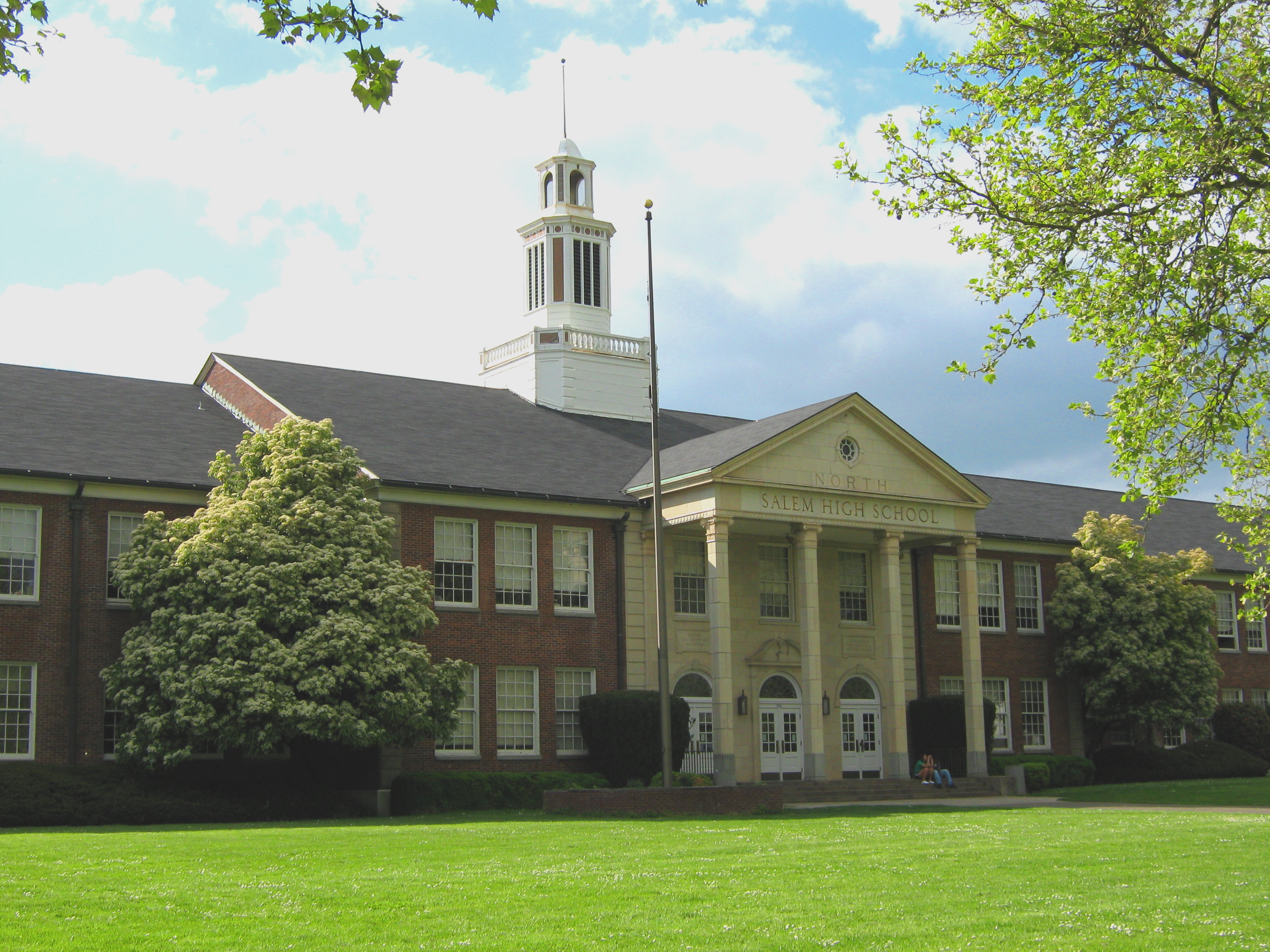
ノースセイラム高等学校。1906年に創建された。

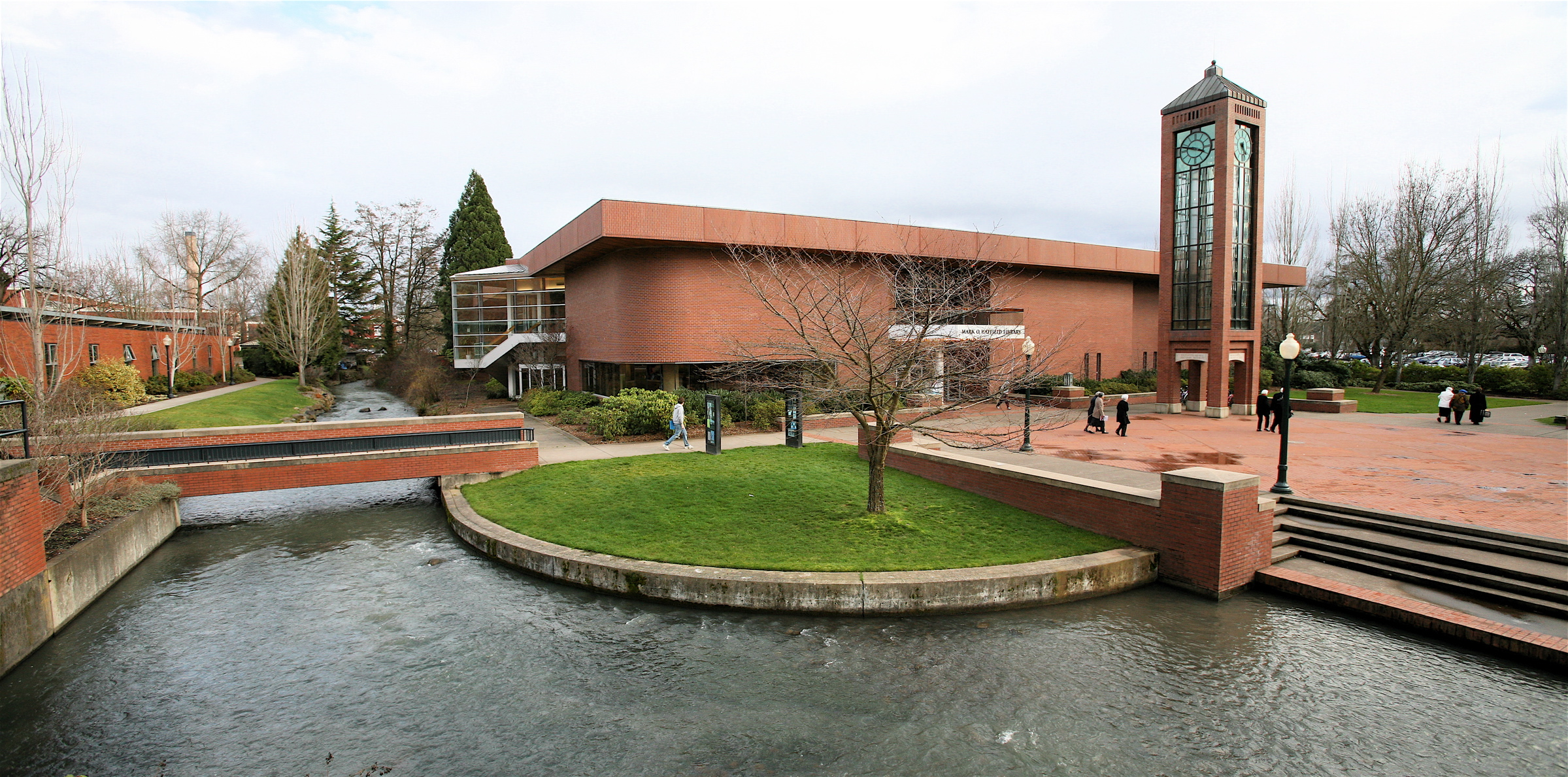
ウィラメット大学のマーク・O・ハットフィールド図書館

### 初等教育と中等教育
セイラムの小学校と中等学校はセイラム＝カイザー公立学区の一部を構成している。セイラム＝カイザー公立学区では39,000人の児童・生徒が学んでおり、州内第2位の人口規模を持つ公立学区となっている。市内には他にも、ブランケット・カトリック・スクールやセイラム・アカデミー・クリスチャンなど私立の小学校や中等学校が数多く存在している。その中の1つに、ウィラメット・アカデミーと呼ばれるウィラメット大学が地域活動の一環として運営している学校がある。これは、過小評価されている生徒に、早期（7年生～12年生）の内から学問生活を送るチャンスを与えるために創始された学校である。
またセイラムにはボーディングスクールが数校存在するほか、チェマワ・インディアン・スクール（アメリカ先住民の高等学校）、オレゴン盲学校、オレゴン聾学校がある。

### 高等教育
セイラムにある高等教育機関はチェメケタ・コミュニティ・カレッジ、コーバン・カレッジ、東京国際大学アメリカ校、ウィラメット大学である。中でもウィラメット大学はアメリカ合衆国西部最古の大学として知られる。ポートランド州立大学、東オレゴン大学は一部の講義をチェメケタ・コミュニティ・カレッジで開講しており、僅かではあるが同校で学士号も授与している。

## 社会基盤

### 交通

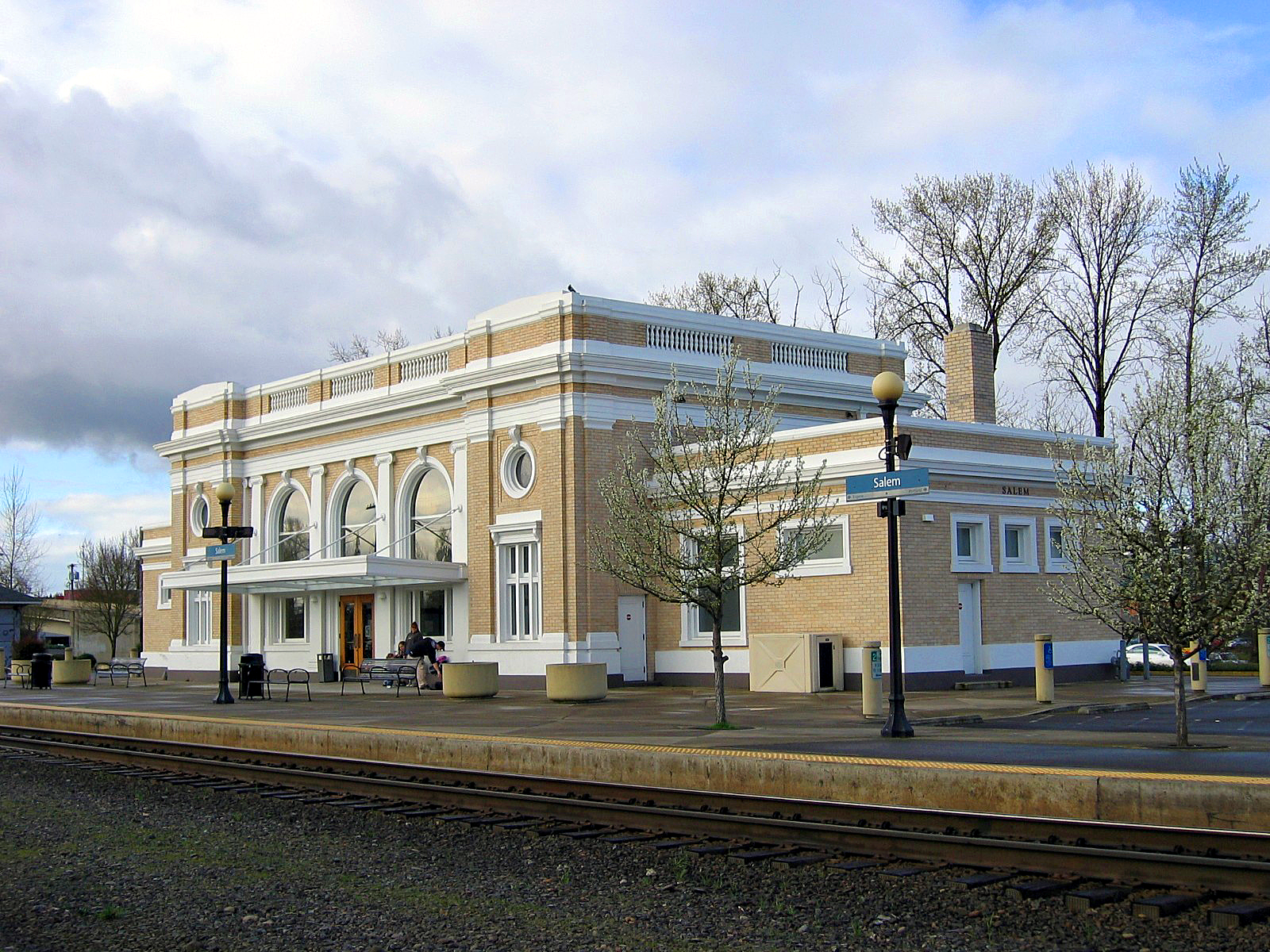
アムトラックのセイラム駅。1918年に建造された。

セイラムの都市成長境界線内を範囲として、独立行政法人の セイラム＝カイザー・トランジット（「チェリオッツ」） は、バス交通、相乗りの相手探しサービス、および身体障害者のためのパラトランジット／リフトサービスが運営されている。セイラムのダウンタウンでは、運賃不要の無料区域が存在する。
チェメケタ地域交通網（Chemeketa Area Regional Transportation System, CARTS） はセイラムを中心にバス交通を展開しており、セイラムから北はウッドバーン、西はダラス、東はシルバートン、更にサンティアムキャニオンを抜けてミルシティまでを繋いでいる。
全米規模でサービスを展開する都市間バス・グレイハウンドは、セイラムを南北に貫く路線を設けている。また、セイラムのダウンタウンにあるバス停からは、オレゴン州ベンドまでのコネクティング・キャリア・サービスを設けている。
また、全米で鉄道旅客輸送を運営する公共企業体アムトラックは、オレゴン州交通省よりセイラム停車場を賃借し、セイラム駅として利用している。列車コースト・スターライトは、カリフォルニア州ロサンゼルスとワシントン州シアトルの間を毎日運行している。列車「アムトラック・カスケーズ」は、北はブリティッシュコロンビア州バンクーバーから南はオレゴン州ユージーンまで及んでおり、セイラムには双方向共に数回停車する。フロント・ストリートでは一部で併用軌道となる箇所がある。
セイラム＝カイザー・トランジットは、ウィルソンビルの SMART と共同で、路線をセイラムのダウンタウンとウィルソンビルの主要企業の間に設けている。ちなみにウィルソンビルからポートランドのダウンタウンまでは、ポートランド都市圏で公共交通を展開する「TriMet」が利用される。
HUTエアポート・シャトル は、セイラムとポートランド国際空港を繋ぐシャトルバス・サービスを展開する。HUTのセイラムに停車するほか、コーバリス、コーバリス市内にあるオレゴン州立大学、オールバニ、ウッドバーンにも停車する。その他、マウンテン・エクスプレスと呼ばれるセイラムとベンドを結ぶ輸送サービスがある。
マクナリー・フィールド（セイラム市営空港）は、セイラム市が所有・運営する空港である。民間飛行に用いられるほか、オレゴン州国家警備隊の陸軍航空支援施設の所在地として用いられている。デルタ・コネクションは2007年7月からユタ州ソルトレイクシティまでの航空便を、1日2便のペースで提供を開始した。しかし、燃料費が高騰するも乗客率が85%に満たなかったため、セイラム～ソルトレイクシティ便は2008年10月を以って中止となった。現在、セイラム市は空港の質を向上させる計画を推し進めており、滑走路の伸長や空港ビルを拡張を実施することを計画している。
セイラム市の主要道路は以下の通りである。
- 州間高速道路5号線
- オレゴン州道99号東線
  - オレゴン州道99号東線迂回路（ダウンタウンにある）
- オレゴン州道22号線
- オレゴン州道221号線
- オレゴン州道51号線
- オレゴン州道213号線

### 保健医療
セイラム病院は454台のベッドを有する救急病院である。非営利組織であり、セイラム市最大の雇用規模を誇る。

## 姉妹都市
セイラムが締結している姉妹都市は、下記の4都市である。
- シンフェロポリ（ウクライナ）
- 川越市（日本）
- 金海市（韓国）
- セーラム（インド）

## ギャラリー
- キャピトル・タワーとパイオニア信託銀行。共にダウンタウン・セイラムの歴史的建築物である。
- ウィラメット川に浮かぶ蒸気船ウィラメット・クイーン
- リバーフロント・パークの回転木馬
- リバーフロント・パーク。ダウンタウンに所在。
- ファースト・ユナイテッド・メソジスト教会。ダウンタウンに所在。
- マリオン郡庁舎。ダウンタウンに所在。
- 雪に覆われたサウスセイラム地区

## 関連書
- エルマ・マクギボンズ（Elma MacGibbons）著の『Leaves of Knowledge』。マクギボンズは1898年からアメリカ合衆国国内を旅行したが、本書はその回想である。内容はオレゴン州とワシントン州が大半を占めており、その中には「セイラム：オレゴン州の州都 Salem, the capital of Oregon」と題された章も含まれている[61]。